# Полюганич Дмитро Миколайович
Дмитро Миколайович Полюганич (нар. 2 червня 1996) — український футболіст, півзахисник.

## Клубна кар'єра
Вихованець львівського ЛДУФК. У сезоні 2013/14 років переведений до юніорської (U-19) команди «Карпат», за яку зіграв 26 матчів та відзначився 3-ма голами. Починаючи з наступного сезону почав залучатися до матчів й молодіжної команди «Карпат», а протягом двох наступних сезонів вже грав виключно за команду U-21 львівського клубу. 7 серпня 2016 року потрапив до заявки  «Карпат» на матч 3-го туру Прем'єр-ліги проти полтавської «Ворскли». Дмитро просидів усі 90 хвилин на лаві запасних. Напередодні старту 2017/18 років перейшов у «Скалу». Дебютував у футболці стрийського клубу дебютував 17 липня 2017 року в переможному (3:0) домашньому поєдинку 1-го туру Другої ліги проти «Тернополя». Єдиним голами за «Скалу» відзначився 5 серпня 2017 року на 22-й та 82-й хвилинах переможного (2:0) виїзного поєдинку 4-го туру Другої ліги проти хмельницького «Поділля». Полюганич вийшов на поле в стартовому складі, а на 84-й хвилині його замінив Олександр Бегашов. Зіграв 12 матчів (2 голи) у стрийській «Скалі» в Другій лізі України. 
У 2018 році виїхав до Канади, де підписав контракт з представником Канадської футбольної ліги «Воркута» (Торонто). Спочатку виступав за другий склад команди з Торонто, разом з якою виграв Другий дивізіон КСЛ. У 2019 році приєднався до новачка Канадської футбольної ліги, клубу «Кінгсман». У 2020 році у складі «Воркути» зіграв у фінальному матчі КСЛ проти «Скарборо», чим допоміг клубу з Торонто виграти чемпіонат.

## Кар'єра в збірній
Викликався до складу юнацької збірної України (U-17). Дебютував за команду 4 листопада 2012 року в переможному (6:0) домашнього поєдинку юнацького чемпіонату Європи (U-17) проти однолітків з Люксембургу. Полюганич вийшов на поле на 62-й хвилині, замінивши Валерія Лучкевича. Загалом зіграв 2 матчі в складі національної команди.

## Досягнення
«Воркута» (Торонто)
- Канадська футбольна ліга
  -  Чемпіон (1): 2020

- Другий дивізіон Канадської футбольної ліги
  -  Чемпіон (1): 2018